# Stele funeraria di Casalpoglio
La  stele funeraria di Casalpoglio (o stele funebre di Publius Magius Manius) è una stele funeraria di epoca romana con epigrafe in lingua latina ritrovata a Casalpoglio, frazione del comune di Castel Goffredo, in Ager Brixianus. Il reperto è una delle più importanti testimonianze archeologiche del Mantovano occidentale e testimonia la romanizzazione del territorio di Castel Goffredo.
Questa stele in pietra di Botticino è alta circa 1,88 m; nella parte superiore sono riconoscibili delle incisioni che rappresentano un uomo e una donna; più in basso sono raffigurati due pecore, un cane e un gallo e più sotto due buoi.

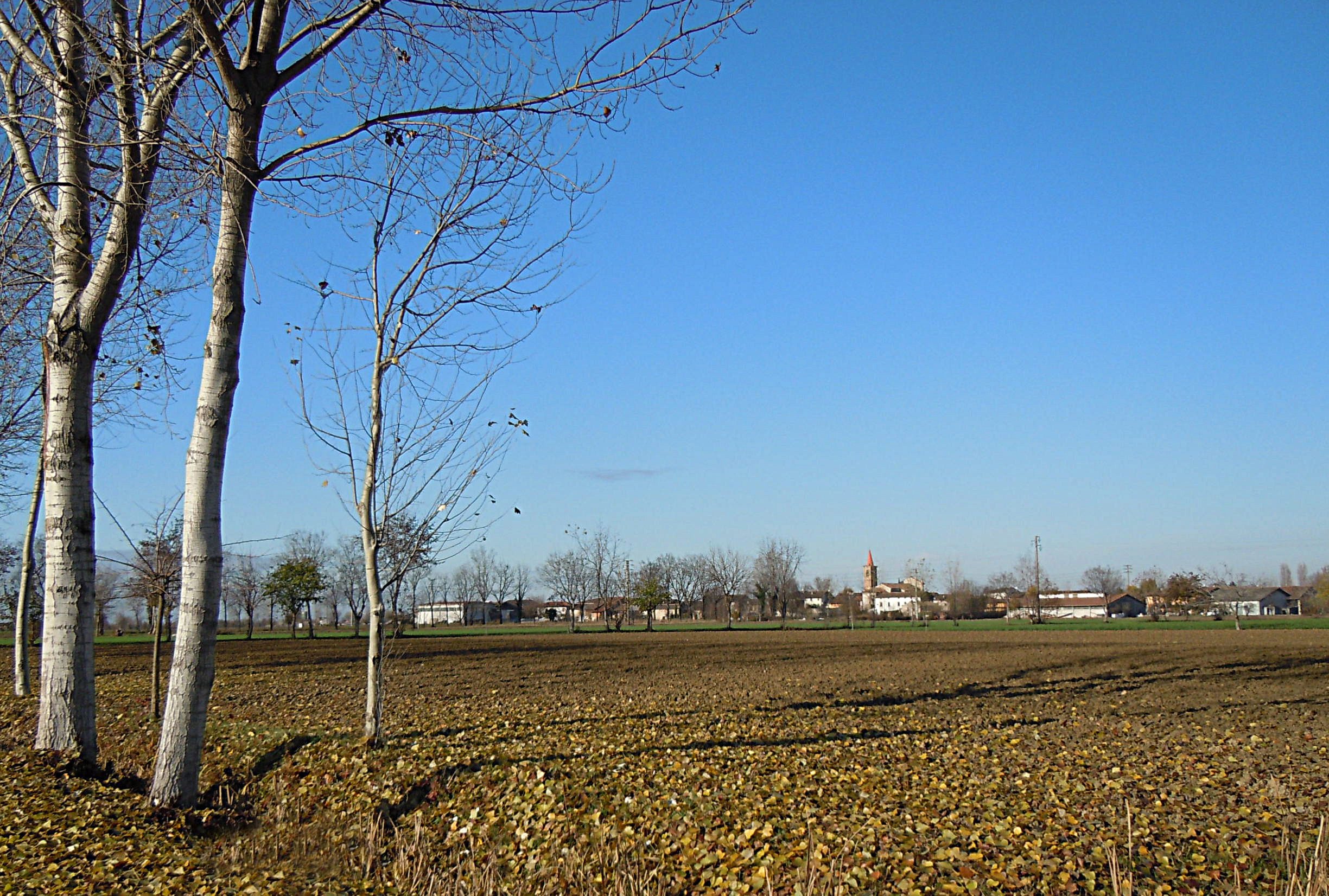
Casalpoglio, zona del ritrovamento

La stele venne rinvenuta murata nella parete di una casa vicina alla chiesa di Casalpoglio.
Già in deposito nei Musei Civici di Arte e Storia di Brescia, dal giugno 2021 è in esposizione nella sezione archeologica del museo MAST Castel Goffredo.

## L'iscrizione
che si ritiene possa essere (parzialmente) completata nel seguente modo:
L'iscrizione riferita a Publius Magius, della famiglia Gens Magia e morto a Casalpoglio, porterebbe ad individuare in Magia Polla la madre del poeta Virgilio, forse nato in questa zona.

## Ara votiva P. Magius
All'interno della scomparsa chiesa dei Santi Marco e Antonio di Castel Goffredo venne collocata un'ara votiva di epoca romana, andata smarrita, che recava l'iscrizione riferita a Magius vivente a Castel Goffredo:

### Altre fonti
- Costante Berselli, Un filo lega Castel Goffredo a Virgilio, in Il Tartarello, n. 4, dicembre 1981,  pp. 3-8.
- Davide Nardoni, La terra di Virgilio, in «Archeologia Viva» N.1/2, pag.71-76, 1986.
- Davide Nardoni, Funeraria romana, Edizioni italiane di letteratura e scienze, 1995.